# Andreas Okopenko
Andreas Okopenko (Košice, Checoslovaquia, 15 de marzo de 1930-Viena, 27 de junio de 2010) fue un escritor austriaco. Vivió desde 1939 en Viena, Austria, donde estudió Química. Escribió poemas, cuentos, novelas, obras para radio, ensayos y canciones.

## Obra
- Verde noviembre (1957)
- Las pruebas de Michael Cetus (1967)
- Novela Enciclopedia. Enciclopedia de un viaje sentimental a la reunión de exportadores en Druden (1970)
- Meteoritos (1976)
- Poesía entera (1980)
- Niño nazi (1984)
- Siempre que lluevo ferozmente. Poemas sueltos (1992)
- Azúcar de mono. Nuevos poemas sueltos (1999)
- Poesía espontánea (2004)

## Premios
- Premio de Literatura de la Ciudad de Viena (1983)
- Medalla de Oro de la Ciudad de Viena (1995)
- Gran Premio Nacional de Literatura (1998)
- Premio Georg Trakl (2002)